# Þ (слово латинице)
Þ þ (Þ, þ; искошено: Þ, þ) је слово на староенглеском, готском, старонордијском, старошведском и модерном исландском језику, као и средњем шкотском и неким дијалектима средњег енглеског. Зове се Торн или Тхорн. Такође је коришћен у средњовековној Скандинавији, али је касније замењен диграфом th, осим на Исланду, где је опстао. Писмо је настало од руне ᚦ у Старом Футхарку и названо је трн у англосаксонским и трн или thurs у скандинавским песмама о рунама.
По изгледу је слично архаичном грчком слову шо (ϸ), иако су то двоје историјски неповезани.  Једини језик где је þ још увек у употреби је исландски.
Изговара се или као безвучни зубни фрикатив [θ], или као његов звучни пандан [ð].  Међутим, у савременом исландском, изговара се као ламинални безвучни алвеоларни несибилантни фрикатив [θ̠], слично томе th као у енглеској речи thick, или (обично апикални) звучни алвеоларни несибилантни фрикатив [ð̠] слично томе th као у енглеској речи the. 
Модерна исландска употреба уопштено искључује ово друго, које је уместо тога представљено словом Етх ⟨Ð, ð⟩;  међутим, [ð̠] се може појавити као алофон од /θ̠/, и написано ⟨þ⟩, када се појављује у ненаглашеној заменици или прилогу после звучног звука.
У типографији, мало слово трн је необично по томе што има и узлазницу и силазницу (други примери су мало слово ћирилице ф, и, у неким [поготово искошеним] фонтовима, латинична слова f и ſ [дуго с]).

## Рачунарски кодови
| character                             | Þ                          | þ                        |
| Unicode name                          | LATIN CAPITAL LETTER THORN | LATIN SMALL LETTER THORN |
| Unicode                               | 00DE                       | 00FE                     |
| Character entity reference            | Þ                          | þ                        |
| Windows-1252, ISO-8859-1, ISO-8859-15 | DE                         | FE                       |
| LaTeX                                 | \TH                        | \th                      |

## Слична слова
- Θ θ
- Ѳ ѳ
- Ð ð